# Jonny Jakobsen

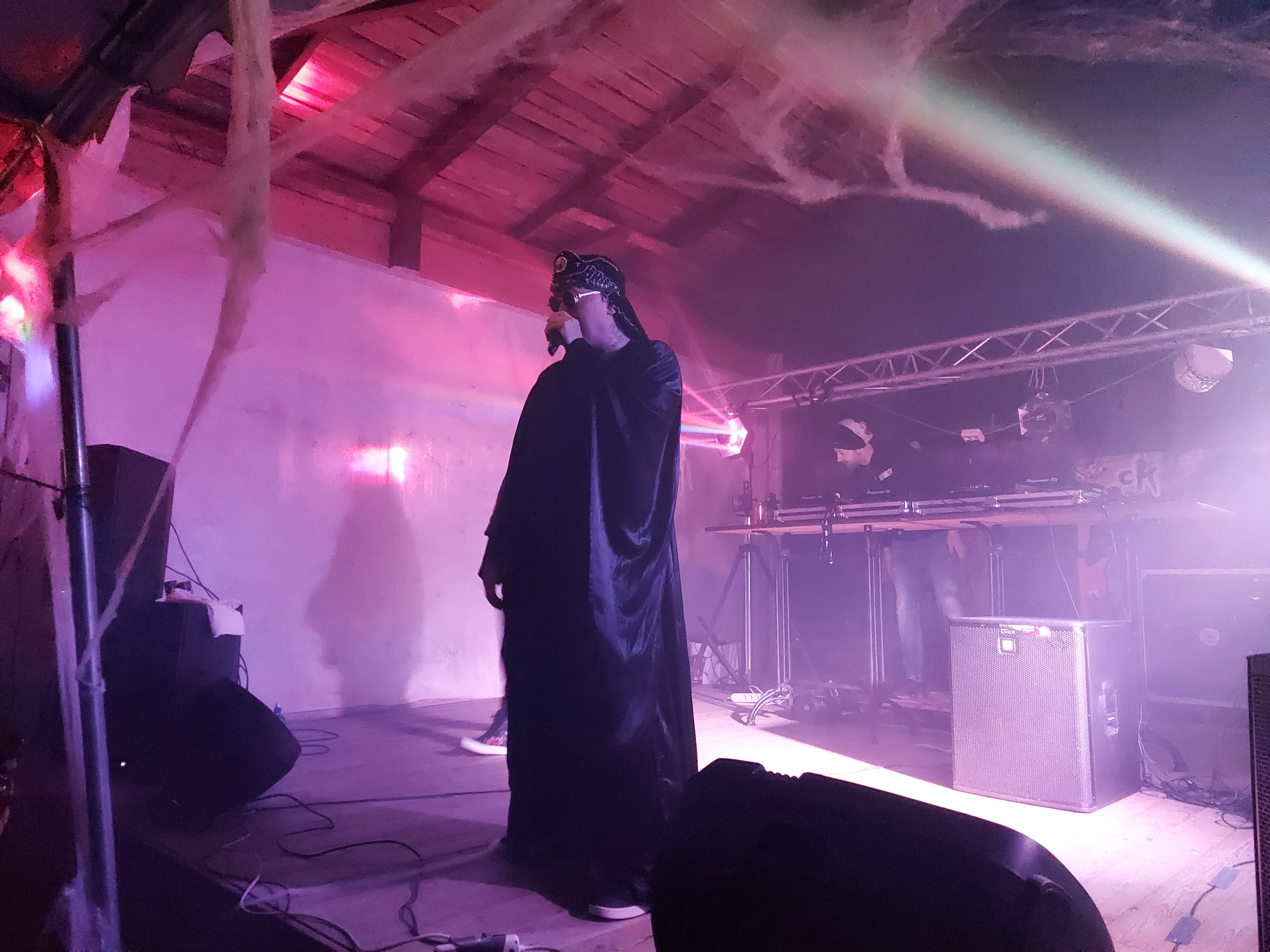
Dr. Bombay (2022)

Jonny Jakobsen (* 17. November 1963 in Malmö; auch Dr. Bombay) ist ein schwedischer Eurodance-Sänger.

## Diskografie

### Studioalben
| Jahr | Titel          | Höchstplatzierung, Gesamtwochen, AuszeichnungChartsChartplatzierungen (Jahr, Titel, Platzierungen, Wochen, Auszeichnungen, Anmerkungen) | Anmerkungen                                       |
| Jahr | Titel          | SE | Anmerkungen                                       |
| ---- | -------------- | --- | ------------------------------------------------- |
| 1998 | Rice & Curry   | SE1 ×3Dreifachplatin · (24 Wo.)SE | Erstveröffentlichung: Oktober 1998 als Dr. Bombay |
| 2000 | Under the Kilt | SE30 (7 Wo.)SE | Erstveröffentlichung: Oktober 2000 als Dr. Macdoo |
| 2006 | Fiesta         | — | Erstveröffentlichung: 2006 als Dr. Carlito        |
| 2007 | World Wild     | — | Erstveröffentlichung: 2007 als Dr. Carlito        |

### Singles
| Jahr | Titel Album                                   | Höchstplatzierung, Gesamtwochen, AuszeichnungChartplatzierungen (Jahr, Titel, Album, Platzierungen, Wochen, Auszeichnungen, Anmerkungen) | Höchstplatzierung, Gesamtwochen, AuszeichnungChartplatzierungen (Jahr, Titel, Album, Platzierungen, Wochen, Auszeichnungen, Anmerkungen) | Höchstplatzierung, Gesamtwochen, AuszeichnungChartplatzierungen (Jahr, Titel, Album, Platzierungen, Wochen, Auszeichnungen, Anmerkungen) | Höchstplatzierung, Gesamtwochen, AuszeichnungChartplatzierungen (Jahr, Titel, Album, Platzierungen, Wochen, Auszeichnungen, Anmerkungen) | Anmerkungen                                        |
| Jahr | Titel Album                                   | DE | AT | CH | SE | Anmerkungen                                        |
| ---- | --------------------------------------------- | --- | --- | --- | --- | -------------------------------------------------- |
| 1998 | Calcutta (Taxi Taxi Taxi) Rice & Curry        | DE28 (18 Wo.)DE | AT31 (3 Wo.)AT | CH35 (1 Wo.)CH | SE1 Platin · (26 Wo.)SE | Erstveröffentlichung: Juni 1998 als Dr. Bombay     |
| 1998 | S.O.S (The Tiger Took My Family) Rice & Curry | DE30 (9 Wo.)DE | — | — | SE2 Platin · (20 Wo.)SE | Erstveröffentlichung: Oktober 1998 als Dr. Bombay  |
| 1998 | Rice & Curry                                  | — | — | — | SE15 (12 Wo.)SE | Erstveröffentlichung: Dezember 1998 als Dr. Bombay |
| 1999 | Girlie, Girlie Rice & Curry                   | — | — | — | SE46 (3 Wo.)SE | Erstveröffentlichung: März 1999 als Dr. Bombay     |
| 2000 | Macahula Dance Under the Kilt                 | — | — | — | SE4 Gold · (16 Wo.)SE | Erstveröffentlichung: Oktober 2000 als Dr. Macdoo  |
| 2000 | Under the Kilt                                | — | — | — | SE41 (6 Wo.)SE | Erstveröffentlichung: Dezember 2000 als Dr. Macdoo |
| 2005 | ¿Who’s That Boy? Fiesta                       | — | — | — | SE17 (8 Wo.)SE | Erstveröffentlichung: Juni 2005 als Carlito        |
| 2005 | Poco Loco Fiesta                              | — | — | — | SE20 (2 Wo.)SE | Erstveröffentlichung: Oktober 2005 als Carlito     |
| 2018 | Stockholm to Bombay                           | — | — | — | — |                                                    |

## Auszeichnungen für Musikverkäufe
| Goldene Schallplatte - Finnland - 1998: für das Album Rice & Curry Platin-Schallplatte - Norwegen - 1998: für die Single Calcutta (Taxi Taxi Taxi) |

Anmerkung: Auszeichnungen in Ländern aus den Charttabellen bzw. Chartboxen sind in ebendiesen zu finden.
| Land/RegionAuszeichnungen für Musikverkäufe (Land/Region, Auszeichnungen, Verkäufe, Quellen) | Gold     | Platin     | Verkäufe | Quellen                      |
| -------------------------------------------------------------------------------------------- | -------- | ---------- | -------- | ---------------------------- |
| Finnland (IFPI)                                                                              | Gold1    | —          | 10.000   | ifpi.fi                      |
| Norwegen (IFPI)                                                                              | —        | Platin1    | 20.000   | ifpi.no                      |
| Schweden (IFPI)                                                                              | Gold1    | 5× Platin5 | 315.000  | sverigetopplistan.se SE2 SE3 |
| Insgesamt                                                                                    | 2× Gold2 | 6× Platin6 |          |                              |